# (5998) Sitenský
(5998) Sitenský est un astéroïde de la ceinture principale.

## Description
(5998) Sitenský est un astéroïde de la ceinture principale. Il fut découvert le 2 septembre 1986 à l'Observatoire Kleť par Antonín Mrkos. Il présente une orbite caractérisée par un demi-grand axe de 2,76 UA, une excentricité de 0,12 et une inclinaison de 4,6° par rapport à l'écliptique.

## Compléments